# Jiddischteatern

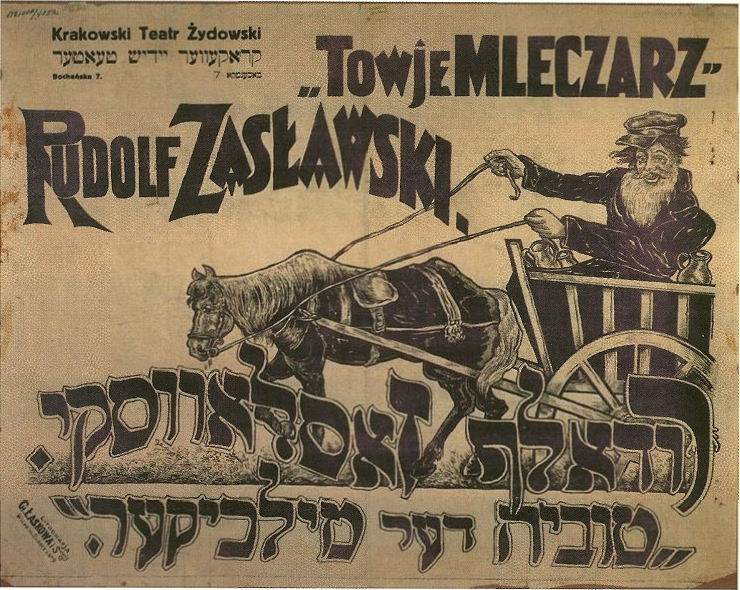
Affisch för Tevje mjölkutköraren (Tevje der milchiker).

Jiddischteatern eller jiddischtalande teater betecknar pjäser skrivna och uppförda av judiska författare och utförda av judiska skådespelare på jiddisch. Jiddischteatern omfattar operetter, musikaler, komedi, revyer och de flesta former av teater. Jiddischteatern förekom främst från 1800-talet fram till andra världskriget. 
Johann Jakob Schudt berättar i sina Jüdische Merckwürdigkeiten, som kom ut i Frankfurt am Main 1714, om purimspel som uppfördes två veckor före och efter purimfesten. Dessa var efterbildningar av de medeltida fastlagsspelen och blev mycket populära bland folket. Med judarnas emancipation i Tyskland förlorade de dock sin publik. Purimspelen spreds från Tyskland till östra Europa, från Warszawa är de kända från 1830- och 1840-talen.
Traditionellt har den professionella jiddischteatern ansetts ha grundats av Abraham Goldfaden, som 1876 bildade ett teatersällskap med professionella judiska skådespelare i Iaşi i Rumänien. I Ryssland förbjöds teater på jiddisch 1883, men denna levde vidare som "tysk" teater. Förbudet försvann dock efter revolutionen 1905. Jiddischteater har sedan uppförts av kringresande judiska teatersällskap i främst östra Europa, men även i storstäderna i Västeuropa och USA, såsom London, Paris, Berlin och New York. Teatern upplevde en storhetstid från andra hälften av 1800-talet till 1930-talet, då den började ebba ut och dala i popularitet. 